# Kożuchów (powiat sokołowski)
Kożuchów – wieś w Polsce położona w województwie mazowieckim, w powiecie sokołowskim, w gminie Bielany. Ma status sołectwa.
W latach 1975–1998 miejscowość należała administracyjnie do województwa siedleckiego.
Wierni wyznania Rzymskokatolickiego zamieszkali we wsi należą do parafii św. Wawrzyńca w Kożuchówku.